# Hubenthalia teretrioides
Hubenthalia teretrioides är en skalbaggsart som beskrevs av Heinrich Bickhardt 1918. Hubenthalia teretrioides ingår i släktet Hubenthalia och familjen stumpbaggar. Inga underarter finns listade i Catalogue of Life.